# Rut (personaje bíblico femenino)

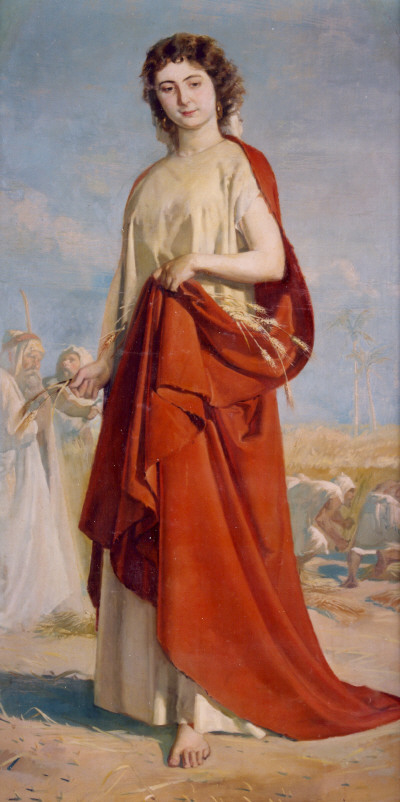
Ruth por Antonio Cortina Farinós.

Rut (/ruːθ/; hebreo: רוּת) es la protagonista del Libro de Rut en la Biblia.
La Iglesia católica conmemora su festividad el 4 de junio.

## Narrativa bíblica
Rut era una moabita, que se había casado con uno de los hijos de la familia hebrea de Elimélec y Noemí (Malhón), quienes habían dejado Belén de Judá para ubicarse en Moab debido a una hambruna. Elimelec y sus dos hijos murieron, dejando viudas a Noemí y sus dos nueras moabitas. Cuando Noemí decidió regresar a Belén, Rut decidió ir con ella, a pesar de que Orfa, la otra nuera de Noemí, se volvió a su casa. Rut juró seguir a Noemí con las siguientes palabras:

"Pero Rut respondió:"no insistas más en que te deje, alejándome de ti; donde tú vayas, yo iré; donde tú habites, habitaré yo; tu pueblo será mi pueblo, y tu Dios será mi Dios; donde tú mueras, moriré yo, y allí quiero ser enterrada. Que me castigue Dios si algo, fuera de la muerte, va a separarme de ti."(Ruth 1:16–17, ESV)

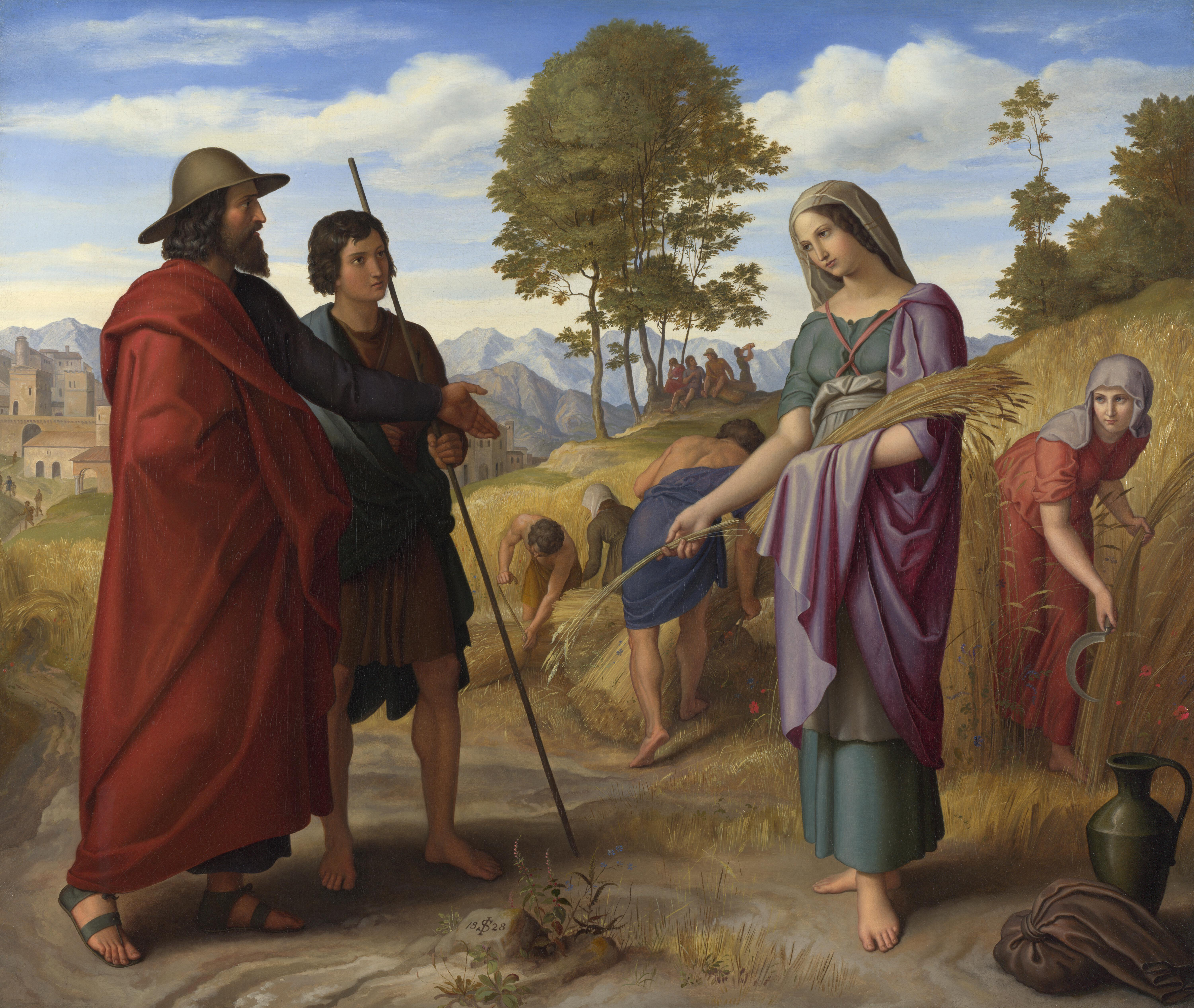
Ruth en los campos de Boaz por Julius Schnorr von Carolsfeld.

Conmovida, Noemí aceptó y regresaron juntas a Belén, llegando por la época de la siega de la cebada. Rut fue a los campos a espigar por caridad, donde conoce a Booz, sin saber que era un rico pariente de Elimelec. Al enterarse, Noemí instruye a Rut sobre cómo invocar a Boaz para declarar sus intenciones. Rut entra de noche en su era y se acuesta a sus pies. Al despertar Boaz, ella se presenta y le indica que tiene sobre ella la ley del levirato, (Rut 3:8) que según la tradición mosaica obligaba a la viuda a casarse con un hermano del esposo difunto, para perpetuar la descendencia paterna y preservar la herencia (Levítico 25:25 - 55). Boaz, halagado porque no hubiera pensado en un hombre más joven, acepta la propuesta, y llama a Rut una "mujer de carácter noble". Después de vencer el obstáculo de haber un pariente más próximo (por los requisitos de la ley mosaica citada en Deuteronomio 25:7–9), pero que renuncia a su derecho para no perjudicar la herencia de sus propios hijos, Boaz se casa con Rut, y tienen un hijo, 
nombrado Obed. La genealogía en el capítulo final del libro explica cómo Ruth devino la bisabuela del rey David: Booz tuvo a Obed, Obed tuvo a Jesé y Jesé tuvo a David (Ruth 4:17). En la narrativa cristiana,  es así también antepasada de José (marido de María y padre adoptivo de Jesús), y es una de las cinco mujeres mencionadas en la genealogía de Mateo;1 (junto con Tamar, Rahab, Betsabé, y María).

### Año de nacimiento
La vida de David se suele datar c. 1040–970 a. C., así que Rut, su bisabuela, tendría un año de nacimiento poco después del 1200 a. C.

## Carácter
Katherine D. Sakenfeld argumenta que Rut es un modelo de bondad amorosa (Misericordia): actúa de manera que promueve el bien para los otros. En Rut 1:8–18,  demuestra misericordia no quedándose en Moab por acompañar a su anciana suegra a una tierra extranjera. Escoge espigar, a pesar del peligro que afrontaba en el campo (Ruth 2:15) y el bajo estatus social de ese trabajo. Finalmente, Ruth está de acuerdo con el plan de Noemí de casarla con Booz, a pesar de estar libre de cualquier obligación familiar, demostrando una vez más lealtad y obediencia (Ruth 3:10).
Barry Webb argumenta que en el libro, Ruth juega una función clave en la rehabilitación de Noemí. Yitzhak Berger sugiere que el plan de Noemí era que Rut sedujera a Booz, tal como Tamar y las hijas de Lot sedujeron "a un miembro familiar más viejo para convertirse en la madre de su descendencia". En el momento crucial, aun así, "Rut abandona el intento de seducción y en cambio pide una unión permanente, legal con Booz."

## Perspectiva judía
La figura de Rut es celebrada en el judaísmo como una conversa que entendió los principios judíos y los adoptó de corazón.[cita requerida]

## Perspectiva cristiana
La conexión entre Rut y David es muy importante porque Jesús nació de María, esposa de José de la estirpe de David. Así en el cristianismo, Rut es una antepasada de Jesús.
Rut es conmemorada como una matriarca en el Calendario de Santos de la Iglesia luterana Sínodo de Misuri el 16 de julio.

## Otras perspectivas
Rut es una de las Cinco Heroínas del Orden de la Estrella Oriental.[cita requerida]

## Tumba de Rut

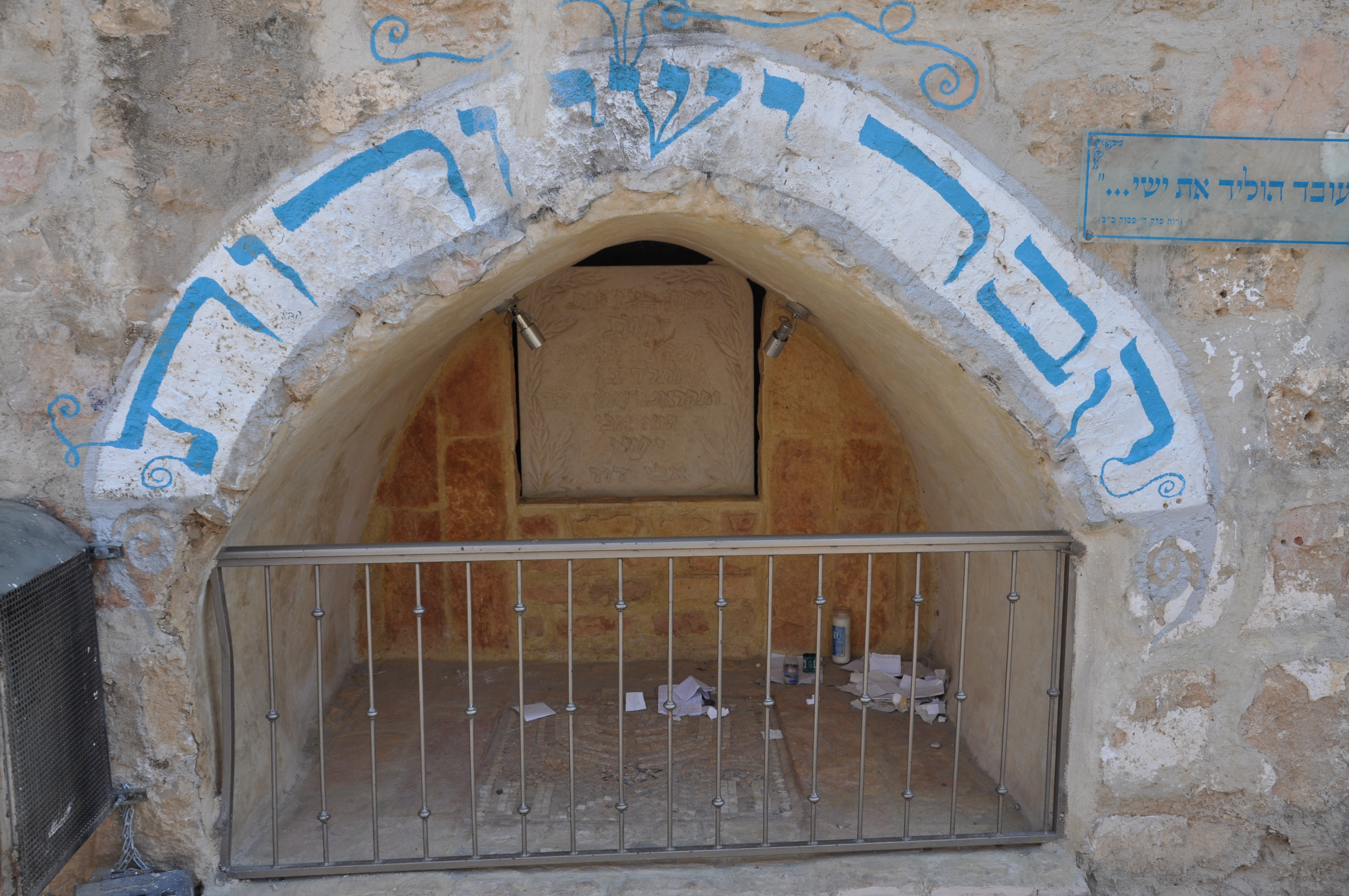
Tumba de Jesé y Rut en Hebrón.

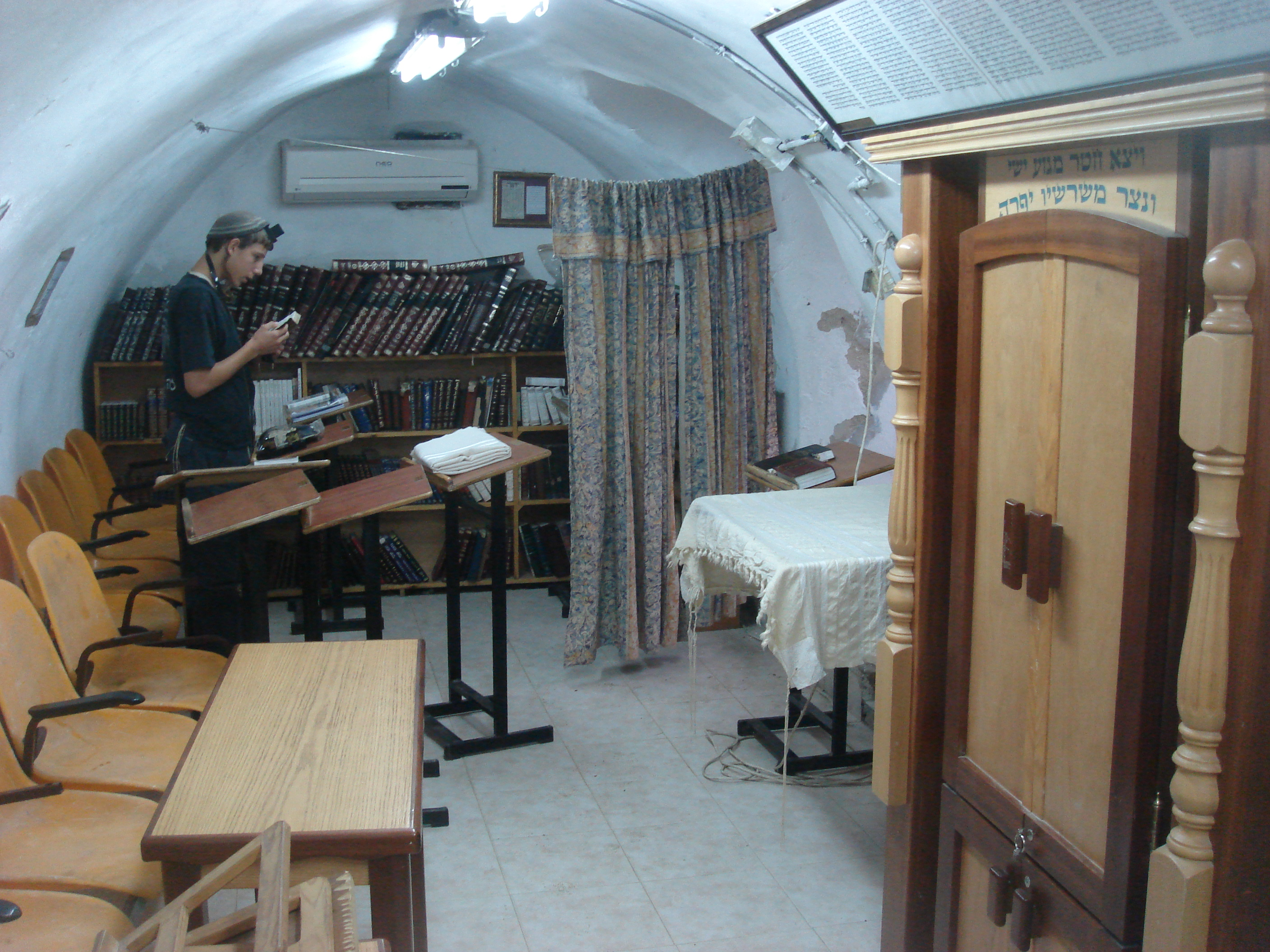
Orando en el antiguo sitio de entierro de la Tumba de Jesé y Rut

Francesco Quaresmi a principios del siglo XVII informó que los turcos y orientales generalmente creían que la estructura contenía las tumbas de Jesé y Rut. Según Moshe Sharon, la asociación del sitio con Rut es muy tardía, empezando en el siglo XIX. Recibe numerosos visitantes cada año, especialmente durante la fiesta judía de Shavuot cuando se lee el Libro de Rut en las sinagogas. Haim Horwitz en su libro de 1835 El amor de Jerusalén sobre los lugares sagrados de la ciudad discute la tradición oral de que la tumba alberga el sepulcro de Rut así como también el de Jesé, que es mencionada en escritos anteriores. Menachem Mendel De Kamenitz escribió en 1839, "También en la viña había un refugio con 2 tumbas: una de Jesé, padre de David, y otra de Rut, la moabita".

## La historia de Ruth en cine y televisión

### Cine
- 1926 - Le berceau de dieu (Francia)
- 1948 - Ruth (Reino Unido) [Mediometraje]
- 1960 - The Story of Ruth / La historia de Ruth (EUA)
- 1981 - The Story of Ruth (Reino Unido)

### Televisión
Películas para TV:
- 2009 - The Book of Ruth: Journey of Faith (EUA) [Video]
- 2009 - A Journey of Faith: The Making of Book of Ruth (EUA) [Video Cortometraje Documental]

Series de TV:
- 1958 - The Old Testament Scriptures (EUA) [TV-Serie]
- 1992-1995 -Animated Stories from the Bible (EUA) [TV-Serie Animación]
- 1994-1998 - Mysteries of the Bible / Misterios de la biblia (EUA) [TV-Serie Documental]
- 1996 - Testament: The Bible in Animation (Reino Unido) [TV-Serie Animación]